# پیر لویی دولن
پیر لوئی دولن (فرانسوی: Pierre Louis Dulong‎؛ زاده ۱۲ فوریهٔ ۱۷۸۵ درگذشته ۱۹ ژوئیهٔ ۱۸۳۸) یک شیمی‌دان و فیزیک‌دان اهل فرانسه بود.